# Plugboard
La Plugboard, o pannello di controllo (il termine usato dipende dall'area di applicazione), consiste in una disposizione di connettori jacks o hubs, in cui è possibile inserire dei cavi dritti per completare un circuito elettrico. I pannelli di controllo sono stati utilizzati per dirigere il funzionamento di alcuni dispositivi elettromeccanici (unit record equipment), utilizzati per l'elaborazione dei dati prima dell'avvento dei computer elettronici. Le Plugboards sono state utilizzate anche su alcune macchine per la cifratura, e su alcuni dei primi computer.

## Unit record equipment

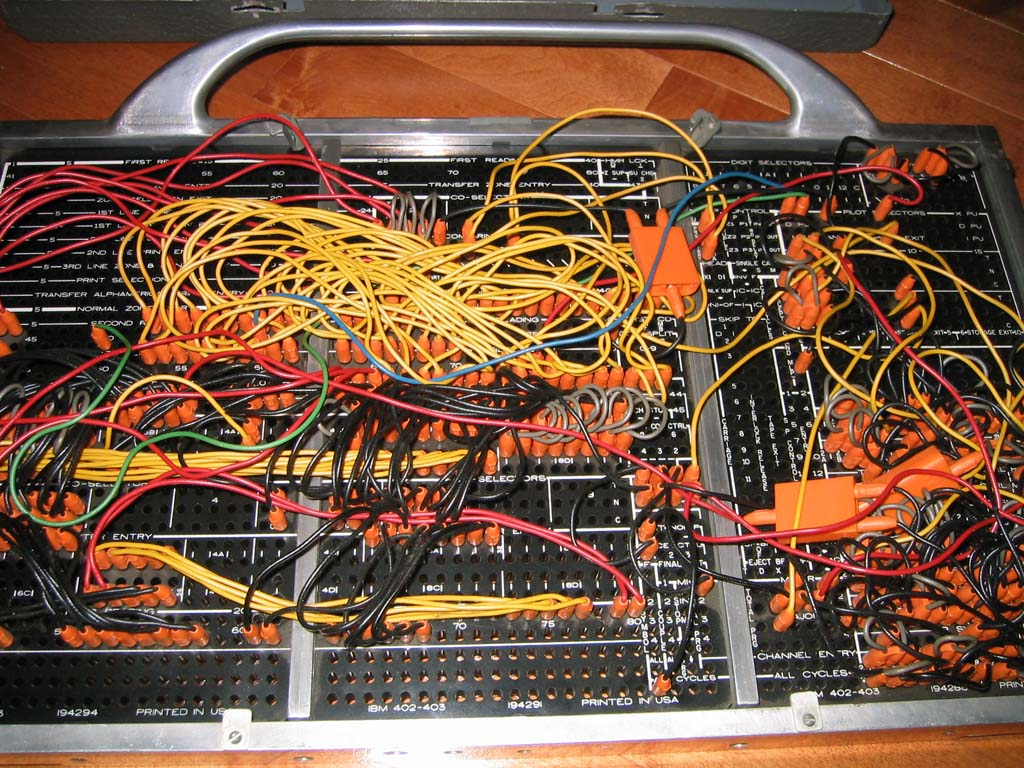
Cablaggio del pannello di controllo dell'IBM 402.

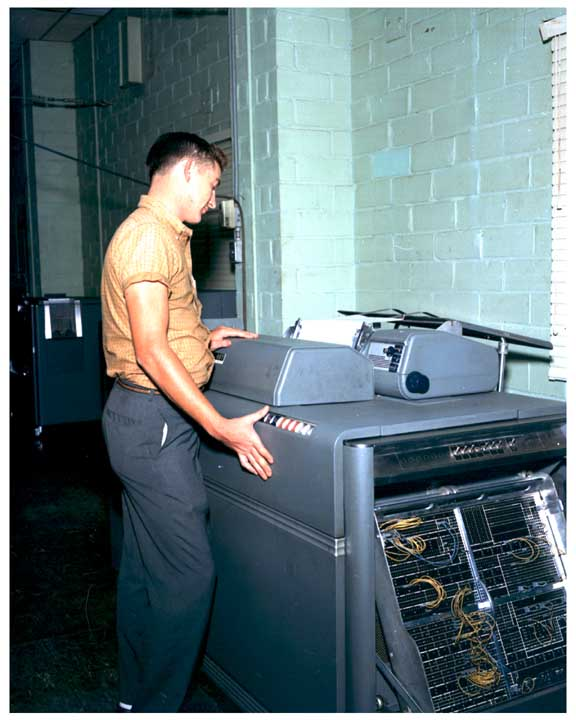
Un IBM 407 con pannello di controllo inserito.

Le Plugboard sono state introdotte nel 1906 per il Tabulatore di Hollerith, e venivano cablate agli elaboratori per applicazioni specifiche. Pannelli di controllo estraibili vennero introdotti con l'Hollerith (IBM) type 3-S tabulator nel 1920. In questi è possibile poter memorizzare diversi programmi in plugboards separate, per poi poterle inserire nei Tabulatori (Tabulator machine), quando necessario. I manuali IBM usano la parola "program" solo per i calcolatori, come ad esempio l'IBM 602 e IBM 604, che eseguono sequenze di operazioni. Per tutte le altre macchine, dagli ordinatori, agli interpreti, all'IBM 407, il pannello di controllo si usa il termine "directed" o la frase "automatic operation was obtained by..."
Un pannello di controllo IBM misura circa dai 300 ai 600 mm (da uno a due piedi) su un lato ed era provvisto di una matrice rettangolare di hub. I connettori ad ogni estremità del cavo dritto vengono inseriti negli Hubs, realizzando così la connessione tra due contatti dell'elaboratore, ed in tal modo permettendo la comunicazione tra un hub trasmittente e un hub ricevente(accettante). Ad esempio, nel caso di in un'applicazione che permetteva di duplicare schede perforate, una colonna di hub atta alla lettura delle schede poteva essere connessa con una colonna di hub che ne permetteva la realizzazione. Era quindi una questione relativamente semplice copiare alcuni campi, anche per colonne diverse ad esempio, e ignorare le altre colonne tramite un cablaggio idoneo. Per poter implementare applicazioni complesse erano comunque necessarie decine di cavi.
Cablare un pannello di controllo richiedeva la conoscenza delle funzioni specifiche dell'elaboratore e dei suoi vincoli temporali.

## Macchine per la cifratura

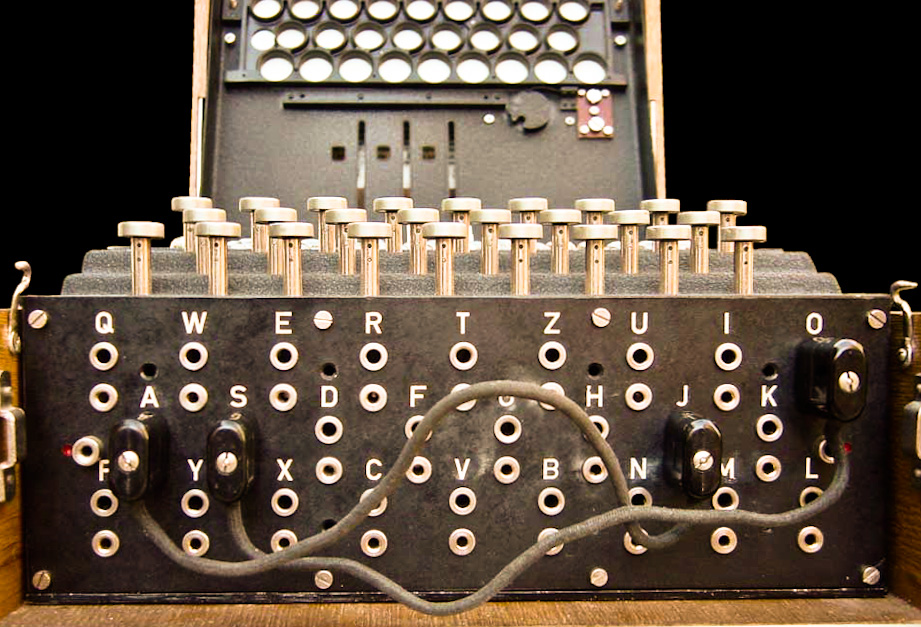
La Plugboard dell'Enigma è posizionata di fronte alla macchina, sotto la tastiera.

Una Plugboard non removibile venne utilizzata anche sulla famosa macchina Enigma.In questo caso essa agiva come un “quarto rotore” nel meccanismo di funzionamento della macchina a rotori. Il cablaggio della Plugboard faceva parte del settaggio delle “regole giornaliere” le quali specificavano quali rotori inserire ed in quali slot, e quali connessioni della Plugboard realizzare.
La Plugboard ha contribuito molto a rafforzare il livello di crittografia della macchina, se si pensa che grazie alla sua aggiunta, il livello di chiavi esistenti arriva a circa {\displaystyle 2^{76}},anche perché una Macchina Enigma senza Plugboard, poteva essere "risolta" in modo relativamente semplice usando metodi manuali, i quali sono generalmente inutili con un'Enigma provvista di Plugboard (tant'è che i Crittanalisti dell'Alleanza dovettero ricorrere a macchine speciali per "risolverla").

## Primi computer
La prima versione del computer ENIAC venne programmata tramite cablaggio, switch e plugboards. Il cablaggio dell'ENIAC venne successivamente riconfigurato per utilizzare la già esistente Function Tables data ROM memory come program ROM memory (gli switch e le plugboards continuarono ad essere usate anche nel riconfigurato ENIAC).
Le Plugboards rimasero in uso sui computer special-purpose per qualche tempo, in qualità di ROM in grado di essere riprogrammate manualmente sul campo. Un esempio è il computer Ferranti Argus, utilizzato sul missile Bristol Bloodhound, che dispone di una Plugboard che può essere programmata con l'inserimento di piccole bacchette di ferrite all'interno di alcuni slot, creando così in effetti una memoria a nucleo magnetico.